# Wijchen

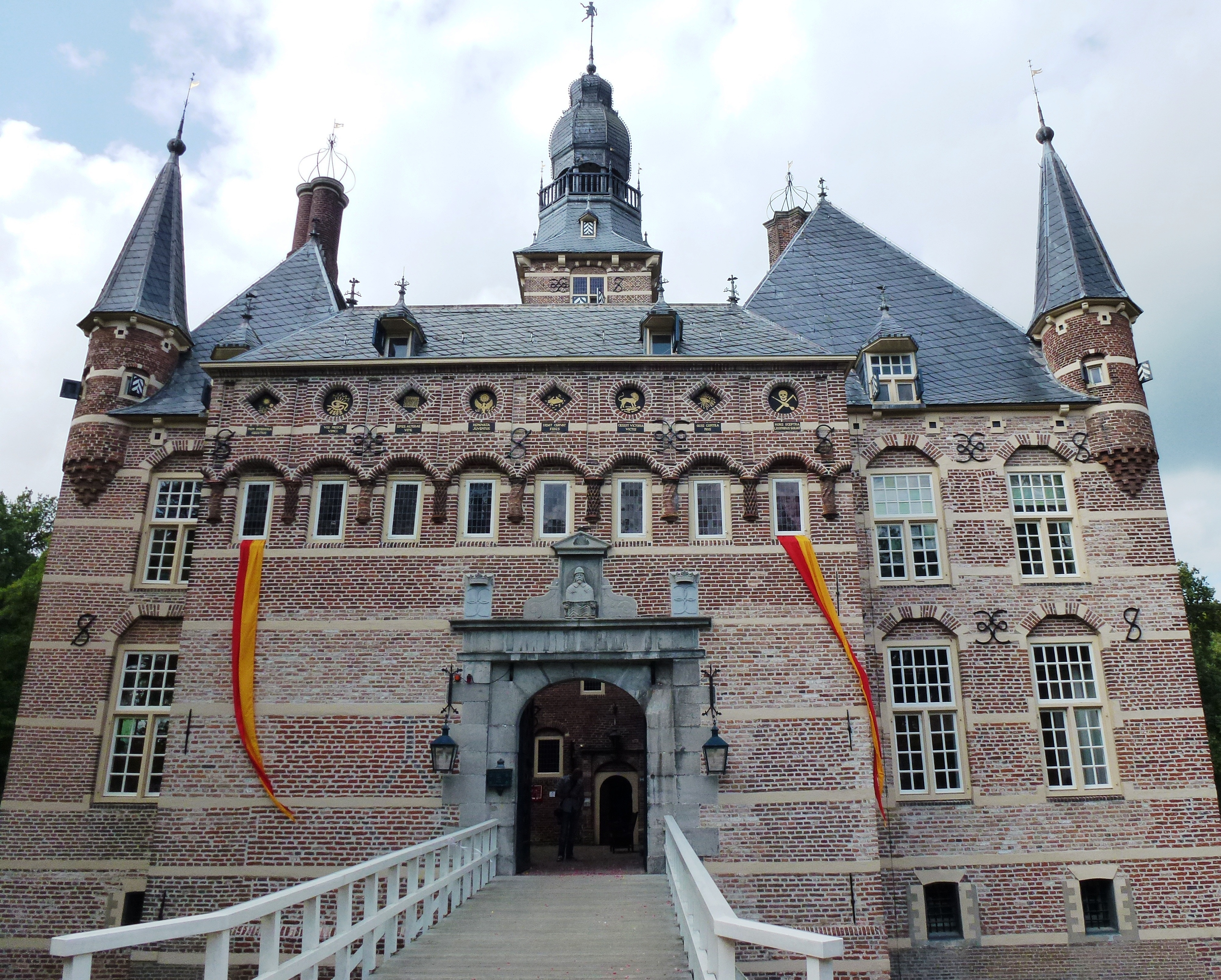
Wijchen slott.

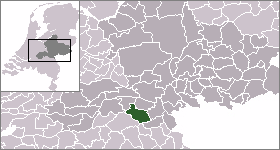
Wijchens läge

Wijchen är en kommun i provinsen Gelderland i Nederländerna. Kommunens totala area är 69,58 kvadratkilometer, (där 2,75 kvadratkilometer är vatten) och invånarantalet är 42 000 (2007).